# Phaonia villana
Phaonia villana este o specie de muște din genul Phaonia, familia Muscidae, descrisă de Robineau-desvoidy în anul 1830. Conform Catalogue of Life specia Phaonia villana nu are subspecii cunoscute.